# Negele Arsi
Pour les articles homonymes, voir Negele (homonymie).
Negele Arsi ou Arsi Negele (Ge'ez: አርሲ ነገሌ) est une ville d'Éthiopie, située dans la zone Mirab Arsi de la région Oromia. Elle se trouve à 7° 21′ N, 38° 42′ E et à 2 043 mètres d'altitude. Elle est le centre administratif du woreda d'Arsi Negele.